# Унифицирана комуникация
Унифицираната комуникация (често наричана също и „обединена комуникация“ или в мн. ч.) е термин, употребяван за неизбежната интеграция на комуникационните системи с медия, настолни компютри, приложения и мобилност.
Това е процесът на сливане на преноса на глас (както мобилен, така и стационарен), електронна поща, чат, бизнес приложения, услуги за статута на потребителите, факс, гласова и видео конференция.

## Компании, предлагащи УК
- Microsoft & Nortel (ICA)
- Cisco

## За и против

### За
- опростяване на комуникацията между хората в организацията
- премахване на физическите бариери
- действителни спестявания в транспортни и други организационни разходи

### Против
- прекалено голяма сложност
- експерименталност, неузряла технология
- висок праг за вземане в употреба
- изисват нов тип умения на персонала – необходима е преквалификация
- проблеми със сигурността